# 다낭성 신종
다낭성 신종(多囊性腎腫, polycystic kidney disease, PKD)은 신장에 발병하는 낭포성 유전병이다. 상염색체 우성 다낭성 신종(ADPKD)과 상염색체 열성 다낭성 신종(ARPKD)의 두 종류가 있으며, 전자가 후자보다 훨씬 흔하다.
인간을 비롯한 일부 동물들에게 발병한다. 신장을 낭포성 물집이 뒤덮게 되며, 한쪽 신장에만 발병하는 경우는 17%에 불과하고 대부분은 성인이 되면 양쪽 신장에 모두 발병하게 된다. 물집의 수는 엄청나게 많으며 액체로 가득차 있다. 물집 때문에 신장의 부피가 늘어나게 되지만 정상 세포는 줄어들어 신부전을 일으킨다. 신장 뿐 아니라 간과 췌장에도 물집이 생길 수 있으며, 매우 드물지만 심장과 뇌에도 생길 수 있다.
다낭성 신종은 생명을 위협하는 유전병 중 가장 흔한 축에 속한다. 전세계적으로 1천 2백 5십만 명의 환자가 있는 것으로 추산되고 있다.